# La lampada di Aladino (film 1982)
La lampada di Aladino (世界名作童話 アラジンと魔法のランプ?, Sekai meisaku dōwa: Arajin to mahō no rampu, lett. "I capolavori mondiali della fiaba: Aladino e la lampada magica"), noto anche come Aladino e la lampada meravigliosa, è un film anime del 1982 diretto da Yoshikatsu Kasai e prodotto dalla Toei Animation, tratto dall'omonimo racconto de Le mille e una notte. Il film è il quinto e ultimo capitolo di Sekai meisaku dōwa, una serie di film tratti da fiabe, preceduto da Heidi diventa principessa (1977), Pollicina (1978), I dodici mesi (1980) e Il lago dei cigni (1981).

## Trama
Un povero ragazzo di strada di nome Aladino, viene ingannato da un malvagio stregone che dopo avergli dato come protezione un anello magico, lo convince ad introdursi in una caverna delle meraviglie, nella quale è celata una lamapada dagli straordinari poteri. Grazie al genio schiavo dell'anello Aladino riesce ad uscire dalla grotta nella quale era rimasto intrappolato e a trornare a casa dalla madre, dove scopre che anche all'interno della lampada è nascosto un genio, ancora più potente di quello dell'anello.
Alcuni giorni dopo si reca in città dove incontra Badral Budour, la bella figlia del Sultano, riuscita a sfuggire alla custodia dei servitori, con la quale trascorre la giornata. Tornato a casa il ragazzo convince la madre ad andare a chiedere al Sultano la mano della principessa, offrendo come dote oro e pietre preziose in gran quantità. Il Sultano accetta e il ragazzo si offre di costruire in una sola notte un sontuoso palazzo per la principessa. Aladino riesce nell'impresa con l'aiuto del genio della lampada e sposa Badral.
Ma lo stregone che è ancora sulle tracce di Aladino, riesce a sottrarre la lampada alla principessa travestendosi da rigattiere. L'uomo ordina così al genio di portare nel deserto il palazzo con all'interno la principessa e la madre di Aladino. Ma grazie al genio dell'anello il giovane riesce a trovare il palazzo nel deserto. A seguito di un'ardua lotta, Aladino riuscirà ad avere la meglio sullo stregone e a fare ritorno in città con Badral, sua madre e il palazzo.

## Musica
Le musiche sono state composte da Katsuhiro Tsubonō.
- Mahō no akari/Let It Burn (魔法のあかり, lett. "Luce magica") di Mickie Yoshino (arrangiamento), Yukihide Takekawa (musica) e Michio Yamagami (parole), cantata dai Godiego
- Arajin no rampu/Genie of the Lamp (アラジンのランプ, lett." La lampada di Aladino") di Mickie Yoshino (arrangiamento), Yukihide Takekawa (musica) e Michio Yamagami (parole), cantata dai Godiego

## Distribuzione

### Date di uscita e titoli internazionali
Le date di uscita internazionali sono state:
- 13 marzo 1982 in Giappone
- 17 agosto negli Stati Uniti (Aladdin and the Wonderful Lamp), (Aladdin and the Magic Lamp)
- 31 dicembre in Francia (prima TV) (Aladin et la Lampe Merveilleuse)
- 21 gennaio 1983 in Finlandia (Aladdinin taikalamppu)
- 24 dicembre in Germania Est (prima TV) (Aladin und die Wunderlampe)
- 23 dicembre 1984 in Italia (prima TV) (La lampada di Aladino)
- 24 aprile 1986 in Ungheria (Aladdin és a csodalámpa)
- 18 settembre 1987 nel Regno Unito
- 1988 in Colombia (Aladino y la lampara maravillosa)
- 16 dicembre in Australia
- 14 novembre 1989 in Brasile (Aladdin e a Lâmpada Maravilhosa)
- 10 luglio 1990 in Aruba

### Edizione italiana
In Italia venne trasmesso per la prima volta da Rete 4 il 23 dicembre 1984. Il doppiaggio italiano è stato diretto da Roberto Del Giudice. Nel 1993 venne distribuito in VHS dalla Avo Film Edizioni con il titolo Aladino e la lampada meravigliosa e con un nuovo doppiaggio. Lo stesso titolo è stato utilizzato da Yamato Video per l'edizione in streaming sul canale Anime Generation di Prime Video, ma mantendendo il primo doppiaggio.

### Edizioni home video
Nel 2006 il film è stato distribuito in Italia in DVD da Yamato Video con il primo titolo e il primo doppiaggio italiano.